# Jacek Groszkiewicz

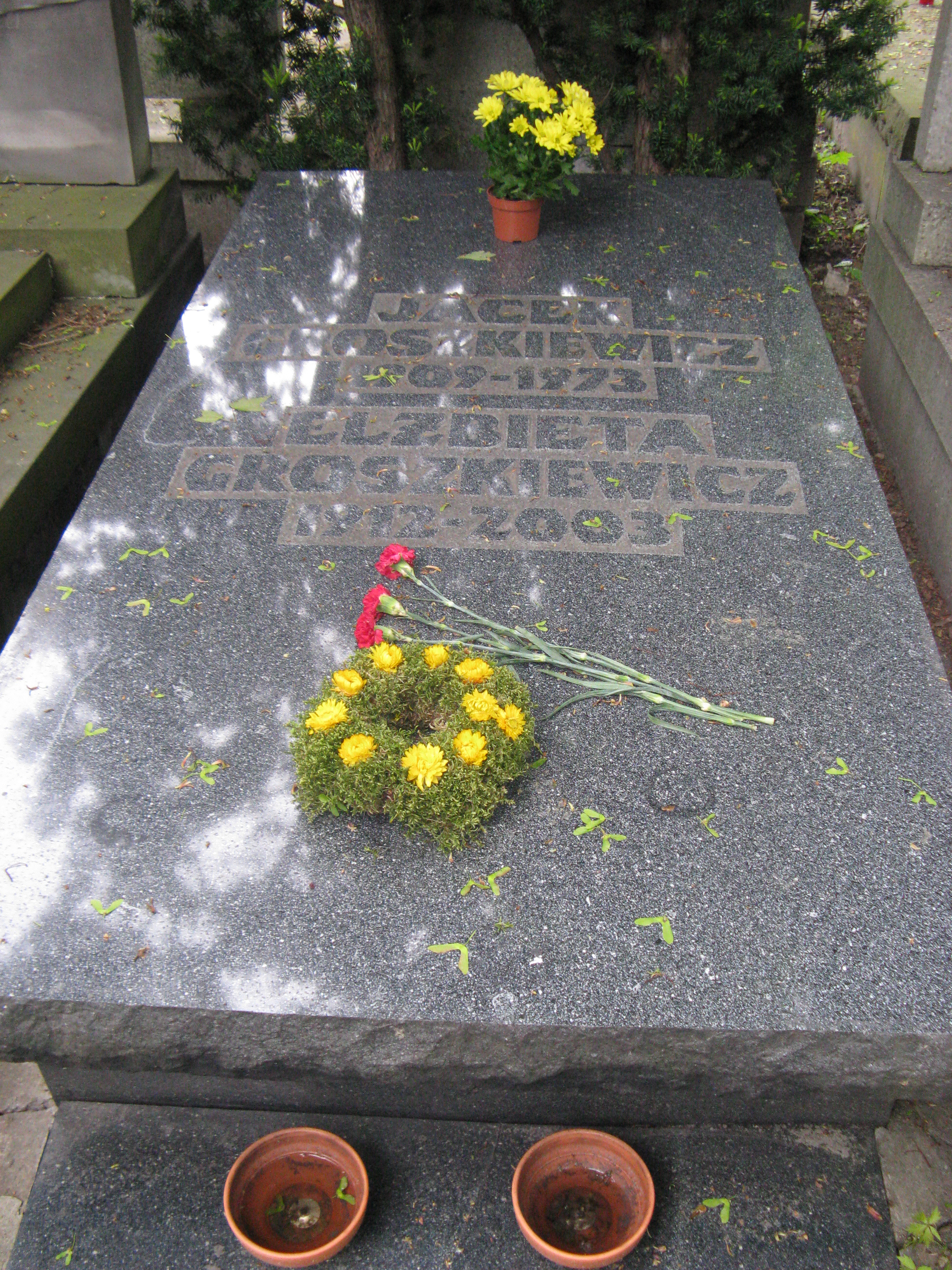
Grób Jacka Groszkiewicza na Cmentarzu Wojskowym na Powązkach

Jacek Groszkiewicz (właściwie Hersz Herszkowicz) (ur. 8 listopada 1909 w Kowalu, zm. 25 kwietnia 1973) – działacz komunistyczny, publicysta, pierwszy redaktor naczelny Głosu Wybrzeża (1948-1950), redaktor naczelny Głosu Robotniczego i Agencji Robotniczej.

## Życiorys
Syn cukiernika Izraela. Podczas nauki we włocławskim gimnazjum był członkiem żydowskiej organizacji Haszomer Hacair. Od 1928 studiował historię na UW i uczęszczał na kursy pedagogiczne. Od 1929 członek Związku Młodzieży Komunistycznej (ZMK) i KPP. Działacz Związku Zawodowego Nauczycieli Żydów, od 1931 członek i przewodniczący zarządu tego związku. Członek Zarządu Akademickiego Koła „Pochodnia”, z ramienia której w 1930 brał udział w zjeździe Wzajemnej Pomocy. Działał w Biurze Żydowskim Komitetu Warszawskiego KPP. 1936–1936 działał w Komitecie Okręgowym (KO) KPP w Łodzi. Kilkakrotnie aresztowany za działalność komunistyczną. Po wrześniu 1939 był nauczycielem i kierownikiem szkoły w Brześciu oraz przewodniczącym związku zawodowego pracowników szkół i członkiem obwodowego komitetu MOPR (do czerwca 1941, gdy udał się do Pińska). Od lata 1941 do kwietnia 1944 żołnierz Armii Czerwonej. W kwietniu 1944 wstąpił do WKP(b). Od czerwca 1944 w 1 Armii WP. Absolwent szkoły podchorążych, zastępca dowódcy baterii ds. politycznych 3 Dywizji Piechoty i uczestnik walk pod Warką i na Pradze. Od października 1944 członek egzekutywy i kierownik Wydziału Propagandy Komitetu Warszawskiego PPR. Uczestnik warszawskiej konferencji PPR w lutym 1945 i współorganizator wiecu pierwszomajowego w 1945 oraz szkolenia partyjnego. W lipcu 1945 został skierowany przez KC PPR na II stanowisko sekretarza Komitetu Wojewódzkiego PPR w Gdańsku, gdzie od kwietnia 1946 pracował w prasie partyjnej. Był pierwszym redaktorem naczelnym organu KW PPR/PZPR – „Głosu Wybrzeża”. Był delegatem na I Zjazd PPR w grudniu 1945 i Zjazd Zjednoczeniowy (I Zjazd PZPR) w grudniu 1948. Od 1950 redaktor naczelny „Głosu Robotniczego”, organu Komitetu Łódzkiego PPR. Od 1952 redaktor naczelny Agencji Robotniczej Był odznaczony Orderem Sztandaru Pracy I i II klasy. Pochowany na wojskowych Powązkach (kwatera B33-8-2).